# Burevěstnik (stanice metra v Nižním Novgorodě)
Burevěstnik (rusky Буревестник) je stanice metra v Nižním Novgorodě.

## Charakter stanice
Burevěstnik se nachází na Sormovské lince, na jejím západním konci jako konečná stanice, nedaleko průmyslové čtvrti. Postaven byl jako povrchový (sám se ale nachází mírně nad terénem), s bočními nástupišti. Ty jsou uprostřed dělené jednou řadou sloupů podpírajících strop stanice. Na obklad prostoru pro cestující byl použit bílý a šedý mramor. Původní název měl znít Kalininskaja, podle ruského politika Michaila Kalinina. Stanice měla být otevřena již v létě roku 2001, vzhledem k problémům s financováním se však výstavba zpozdila; původně bylo datum zprovoznění naplánováno na květen roku 2002 a nakonec se otevíralo až 9. září 2002. Díky dobrým návazným spojům se brzy stal důležitým terminálem mezi podzemní a povrchovou dopravou.